# Theater im Schokohof

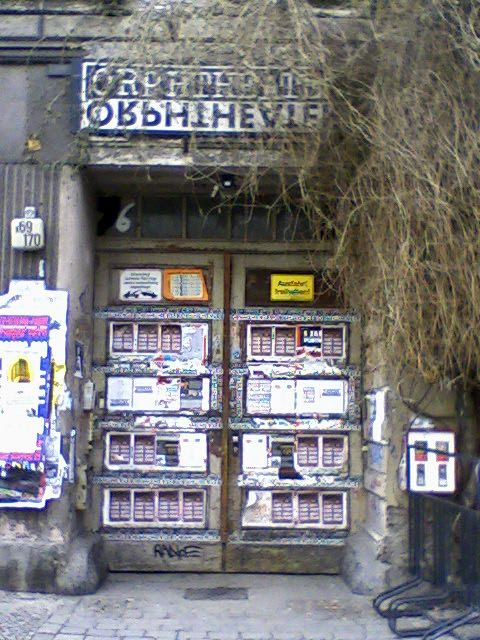
Eingang zum heutigen Theater im Schokohof (hier noch unter dem Namen „Orphtheater“) in der Ackerstraße 169

 Das Theater im Schokohof (vormals Orphtheater), kurz: TISCH, ist ein freies Theater in Berlin-Mitte. Es wurde 1990 von Thomas Roth zusammen mit Mitgliedern des ehemaligen „Pantomimentheater Prenzlauer Berg“ und weiteren professionellen Schauspielern unter dem Namen „Orphtheater“ gegründet. 1995 übernahm Susanne Truckenbrodt die künstlerische Leitung.
Zwischenzeitlich diente das Theater unterm Dach dem Orphtheater als Proben- und Spielstätte, im Jahre 1999 zog man in die ehemalige Schokoladenfabrik in der Ackerstraße 169 um und eröffnete dort am 11. Juni 1999. Das Theater verfügt über 60 Sitzplätze. 2002 übernahmen Matthias Horn und Christin Eckart die künstlerische Leitung, 2006 schied Eckart aus.
Bis Ende 2007 entstanden rund 35 Inszenierungen, darunter neben Klassikern der Moderne auch Stücke von Gegenwartsautoren wie Lukas Bärfuss, Jenny Erpenbeck und Paul M Waschkau u. a. mit Schauspielern wie Uwe Schmieder, Martina Eitner-Acheampong und Milena Dreißig oder Regisseuren wie Hans-Werner Kroesinger und Thomas Ostermeier.
Im Januar 2009 stellte das Orphtheater aufgrund finanzieller Probleme die Arbeit ein. An seiner Stelle entstand das neu gegründete Theater im Schokohof, welches von einigen Mitgliedern des Orphtheaters bis zur Schließung im Juli 2012 als Spielstätte weiterbetrieben wurde.
Das TISCH war Raum für „alternative, freie und spartenübergreifende Kunstprojekte und innovative Kunstformen aller Art“.